# Ėlektronika BK
Ėlektronika BK (in russo Электроника БК?) fu il primo home computer sovietico. Prodotto dal 1985 da Ėlektronika, utilizzava il linguaggio FOCAL ed era compatibile con il computer della DEC PDP 11.

## Descrizione
Il computer costava 600 rubli. Era dotato di 32 KB di RAM di cui 16 usati per il video. La quantità di ROM era di 32KB. Il processore aveva una clock di 3 MHz.. Oltre al FOCAL era disponibile un BASIC..